# Pârscov, Buzău
Pârscov este satul de reședință al comunei cu același nume din județul Buzău, Muntenia, România. Se află în zona Subcarpaților de Curbură, în valea Buzăului, pe malul stâng al râului.

## Personalități
- La 27 noiembrie 1884, în această localitate s-a născut Vasile Voiculescu, medic, poet, prozator și dramaturg român.

## Monumente
- Bustul lui Vasile Voiculescu, opera lui Oscar Han, dezvelit la 13 octombrie 1974, în curtea casei sale memoriale, cu prilejul aniversării a 90 de ani de la naștere.[1]